# Antholaimus truncatus
Antholaimus truncatus är en rundmaskart. Antholaimus truncatus ingår i släktet Antholaimus och familjen Carcharolaimidae. Inga underarter finns listade i Catalogue of Life.